# Petrus Percic
Petrus Percic († 8. Mai 1572 auf Schloss Seggau) war Bischof von Seckau von 1553 bis 1572.

## Leben
Der südslawische Name von Petrus Percic und seines Bruders Paul bilden den einzigen Hinweis auf deren Herkunft. Petrus Percic war Lic. iur. can.
Nach dem Tod des Seckauer Bischofs Johann von Malentein schlug der Administrator von Salzburg, Ernst von Bayern, dem Papst am 29. April 1550 vor, die Administration von Seckau für fünf Jahre dem Bischof von Lavant Philipp Renner anzuvertrauen. Die päpstliche Zustimmung erfolgte am 16. März 1551. Zwei Jahre später hatte Renner einen Rechtsstreit mit dem Seckauer Domkapitel, worauf König Ferdinand I. die Ernennung eines neuen Diözesanbischofs forderte.
Darauf wurde Petrus Percic am 13. Juni 1553 vom Salzburger Administrator Ernst von Bayern zum Bischof von Seckau ordiniert. Die weltlichen Angelegenheiten (Temporalienverwaltung) wurden ihm jedoch erst Anfang 1555 übertragen. Die angespannte wirtschaftliche Lage führte zu Darlehensaufnahmen, Verpfändungen und selbst Verkäufen wie den des Seckauer Hofes in Wien 1557. Percic ging Schulden von 23.000 Gulden ein. Unter ihm erreichte die Verschuldung des Bistums ihren Höhepunkt, die Übertragung des Archidiakonats der Unteren Steiermark mit der reichen Pfarrei Gratwein als Dotation im Jahre 1554 deuten auf finanzielle Unterstützung durch Salzburg hin.
Percic nahm 1569 am Salzburger Provinzialkonzil teil. Die nachfolgende Seckauer Diözesansynode wurde nach einem Kompetenzstreit vom Dompropst Lorenz gehalten.
Petrus Percic starb 1572 auf Schloss Seggau in Seggauberg und wurde in Seckau begraben.